# Hävert

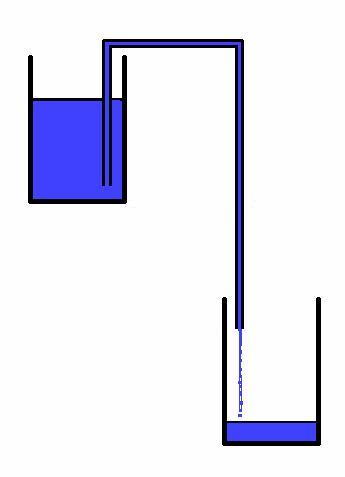
Vätskeöverföring med hjälp av hävert.

Hävert är ett rör eller en slang som används bland annat inom byggteknik och hembryggning för att överföra vätska från en behållare till en annan. Den mottagande änden måste vara placerad på lägre nivå än på vilken behållaren vattnet ska skickas ifrån är. Överföringen kan ske utan pump på grund av det hydrostatiska tryck som uppstår.

## Häverteffekten i detalj

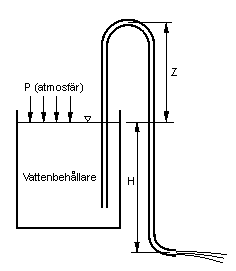
Fig. 1: Häverteffekten.

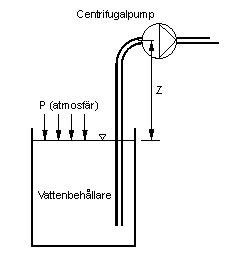
Fig. 2: Sughöjd för pump.

Häverteffekten uppstår genom gravitationskraften på vätskan, exempelvis en vattenbehållare med en ansluten helt vattenfylld slang som mynnar på en lägre nivå än vattenytan i behållaren. Det är enbart skillnaden i höjd H mellan vätskans fria ytor som avgör hur mycket vätska som strömmar ut ur behållaren, inte höjden Z på slangens högsta punkt. Detta gäller under förutsättning att höjden Z är mindre än cirka 10 m motsvarande den vertikala vätskepelare som atmosfärstrycket kan skapa om vätskan är vatten. I praktiken kommer dock vätskepelaren att brista vid en höjd Z som är lägre än 10 m genom att vatten alltid innehåller en viss mängd luftbubblor eller inlöst luft som frigörs och expanderar när det statiska trycket i vattnet sjunker som funktion av höjden. Detta leder till att vattenpelaren i slangen brister. Med noggrant avluftat vatten bör en nivåskillnad Z på c:a 8 m kunna uppnås. Flödet ut ur slangen beräknas med utgångspunkt från Bernoullis ekvation:
{\displaystyle Q=A\cdot C_{d}\cdot {\sqrt {2\cdot g\cdot H}}} [m³/s]
A = slangens tvärsnittsarea vid utloppet i [m²]
Cd = cirka 0,7-0,8 beroende på de totala strömningsförlusterna i slangen från inlopp till utlopp.
g = tyngdaccelerationen = 9,81 [m/s²]
H = höjdskillnaden i [m]
Exempel:
Höjdskillnad H = 5 m. Slangens utloppsdiameter = 16 mm. Flödet blir c:a 80 [liter/min] men minskar successivt allteftersom höjdskillnaden H minskar. Strömningshastigheten i slangen uppgår till cirka 6,6 [m/s] vid flödet 80 [lit/min].
Höjden Z i figur (1) motsvarar den maximala "sughöjd" som en centrifugalpump eller deplacementpump kan arbeta med som "suger" från en vätskeyta som utsätts för atmosfärstrycket. Se figur (2).

## Källförteckning
1. ↑  Hughes, Stephen W. (2010), ”A Practical Example of a Siphon at Work” (på Engelska), Physics Education 45 (2):  162–166., arkiverad från ursprungsadressen  den 2010-06-01, https://web.archive.org/web/20100601204712/http://eprints.qut.edu.au/31098/8/31098a.pdf Arkiverad 1 juni 2010 hämtat från the Wayback Machine. ”Arkiverade kopian”. Arkiverad från originalet den 1 juni 2010. https://web.archive.org/web/20100601204712/http://eprints.qut.edu.au/31098/8/31098a.pdf. Läst 11 maj 2010.